# 托尔瓦
托尔瓦，是西班牙阿拉贡自治区韦斯卡省的一个市镇。总面积59.14平方公里，总人口160人（2011年），人口密度2.71人/平方公里。